# هربرت اس گرین
هربرت اس گرین (انگلیسی: Herbert S. Green؛ زاده ۱۷ دسامبر ۱۹۲۰ درگذشته ۱۶ فوریهٔ ۱۹۹۹) یک فیزیک‌دان اهل بریتانیا بود.